# Бульйон Авара
Бульйон Авара (фр. Bouillon d'awara та гвіанською креольською — Bouyon wara) — типове гвіанське креольське рагу, яке складається з багатьох інгредієнтів, поєднаних із м'якоттю плодів дерева Авара, попередньо зменшених у каструлі. Рагу може включати солону шинку, бекон, солону яловичину, свиняче рило, солону тріску, копчену рибу, свіжі морепродукти, такі як краби та креветки, смажену курку та овочі, такі як капуста, шпинат, баклажани та перець чилі.
Прислів'я каже: «Якщо ти їстимеш бульйон авари... до Гвіани ти повернешся...» 

## Підготовка
Страва готується з м'якоті плоду Авара і зазвичай змішується з копченою куркою і копченою рибою.
На приготування рагу може піти кілька днів.  Наприкінці приготування бульйон авари має оранжево-коричневий колір. Зазвичай до нього подається білий рис. 

## Християнські свята
Вважається національною стравою і ознакою гостинності до гостей, її часто готують на Великдень і П'ятидесятницю. 